# Panjaquente

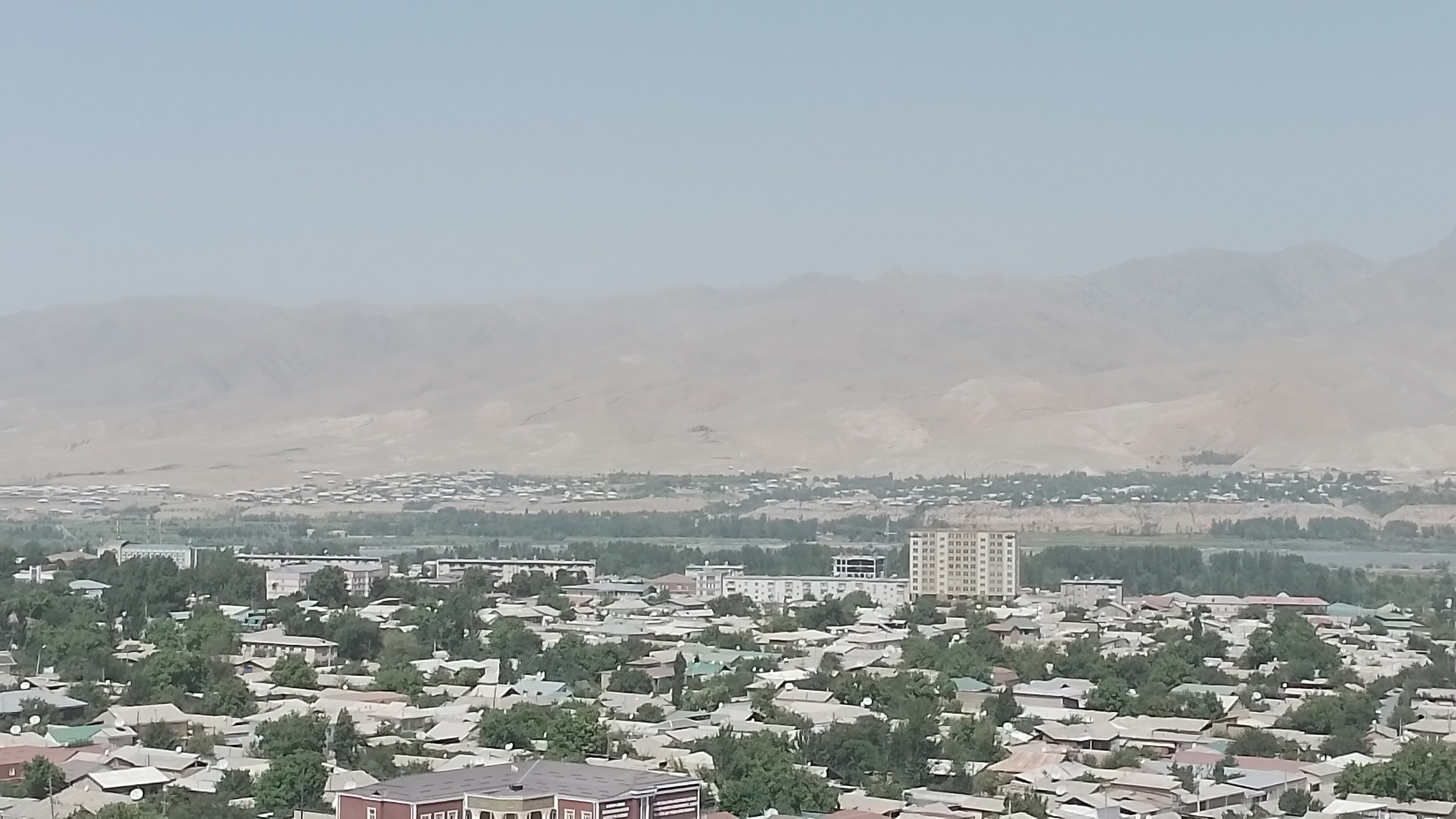
Vista de Panjakent

Panjaquente (em persa: پنجکنت; em russo:  Пенджикент), é uma cidade na província de Soguediana, Tajiquistão, com uma população de 33000 habitantes (2000). Outrora fora uma antiga cidade da Soguediana. As ruínas da velha cidade estão nos arredores da atual. 
A antiga Panjaquente era uma cidade pequena, mas próspera dos soguedianos na Ásia Central pré-islâmica, e que serviu como a capital do Panch e era conhecida como Panchecante.
De acordo com os geógrafos árabes, Panjaquente no século XX tinha uma mesquita formal que distingue o lugar como uma cidade a partir de uma aldeia. Era a cidade mais oriental de Soguediana, e tornou-se conhecida por suas nozes.